# Kotharia
|  | Per a altres significats, vegeu «Kotharia (Kathiawar)». |

Kotharia o Kotaria fou una thikana o jagir de l'antic principat de Mewar, formada per 81 pobles i una vila. La capital era la vila de Kotharia a la riba dreta del riu Banas, a uns 50 km a nord-est d'Udaipur (Rajasthan) amb 16.586 habitants el 1901. El territori fou governat per un thakur (noble) de primera classe de Mewar, amb títol de rawat, pertanyent al clan chahuan dels rajputs. La família de Kotharia fou fundada per Manik o Manak Chand que va lluitar al costat de Sangram Singh de Mewar contra Baber a la batalla de Khanua a la que va morir (1527) i deia ser descendent de Hamir Singh el darrer rei chahuan de Ranthambhor (vers 1302). Postumament li fou concedit el jagir que va governar el seu fill Jaipal. Un descendent, Khanji, va morir lluitant per Mewar a Chitor el 1567. La família fou membre dels setze nobles principals i era el segon en orde a la reunions del govern de l'estat.

## Llista de rawats
- Manak Chand, mort 1527
- Jaipal 1527-?
- Sarang Deo
- Khanji ?-1567
- Tatar Singh 1567-1575
- Dharmangad 1575-1609
- Sahib Singh (Khanji II) 1609-1658
- Prithwi Raj 1658-1711
- Rukman Ged (Rurkmangad) 1711-1712
- Udaikaran (o Udai Bhan) Singh 1712-1747
- Deobhan Singh 1747-1752
- Budh Singh 1752-1757
- Fateh Singh 1757 ?
- Vijai Singh 1757-1771
- Mokham Singh 1771-1805, un dels anomenats "setze nobles" (sirayats)
- Jodh Singh 1805-1869
- Sangram Singh 1869-1870
- Keshri Singh 1870-1888
- Jawan Singh 1888-? (adoptat)
- Urjan Singh
- Man Singh